# National Society for Women's Suffrage
National Society for Women's Suffrage (NSWS), var en organisation för kvinnlig rösträtt i Storbritannien, grundad 1867.  Det var den första nationella föreningen för kvinnlig rösträtt i Storbritannien. 
Föreningen grundades 1867 av Lydia Becker, ordförande för den inflytelserika lokala föreningen Manchester Society for Women's Suffrage, som då var den ledande föreningen för kvinnlig rösträtt. Dess syfte var ett försök att ena de lokala föreningarna för kvinnlig rösträtt som hade uppstått runtomkring i Storbritannien vid samma tid, när rösträttsrörelsen var splittrad på flera lokala föreningar och saknade nationell samordning. Den kom att bli den första nationella föreningen för kvinnlig rösträtt. Under dess ledning samordnades lokalföreningarna i London, Manchester, Edinburgh och Dublin. År 1871 samlade NSWS 200 signaturer. 
NWSS splittrades dock snart, och 1872 grundades istället Central Committee of the National Society for Women's Suffrage, som 1888 splittrades och i två, den andra med namnet Central National Society for Women’s Suffrage, för att sedan tillsammans med cirka 500 mer eller mindre lokala föreningar tills alla slutligen samordnades 1897 under National Union of Women's Suffrage Societies, som var den första nationella föreningen efter NSWS. 